# 菲利普·让诺尔
菲利普·让诺尔（法語：Philippe Jeannol，1958年8月6日—），法国男子足球运动员，司职后卫。他曾代表法国国家队参加1984年夏季奥林匹克运动会足球比赛，获得一枚金牌。